# بالوما هيريرا
بالوما هيريرا (بالإسبانية: Paloma Herrera)‏ (و. 1975  م) هي راقصة باليه أرجنتينية، ولدت في بوينس آيرس.

## التعليم
تعلمت في مدرسة الباليه الأمريكي ‏.